# Modesto López Otero
Modesto López-Otero y Bravo (Valladolid, 24 de febrero de 1885-Madrid, 23 de diciembre de 1962) fue un arquitecto español.

## Biografía
Nacido el 24 de febrero de 1885 en Valladolid, cursó sus estudios en la Escuela de Arquitectura de Madrid. En 1912 obtuvo la Medalla de Oro de Arquitectura en la Exposición Nacional de Bellas Artes. En 1916, fue nombrado catedrático de «Proyectos arquitectónicos» de la Escuela de Arquitectura de Madrid, de la que fue director desde 1923 hasta 1955. En 1926 ingresó en la Academia de Bellas Artes y en 1932 en la de la Historia. En 1923 le fue encomendado el proyecto y realización de las obras de la Ciudad Universitaria de Madrid. Al instaurarse la Segunda República fue relevado de la dirección técnica y sustituido por el arquitecto Sánchez Arcas. Pero tras la Guerra Civil, junto a Pedro Muguruza, volvió a hacerse cargo de las obras, que hubo que reconstruir prácticamente en su totalidad ya que la zona estuvo durante toda la guerra en la línea de frente. Fallecido el 23 de diciembre de 1962, fue enterrado en el cementerio de la Almudena.

## Estilo
Su actividad profesional se inició en una época en la que la arquitectura española se debatía entre un vago eclecticismo con influencia francesa y la búsqueda de un estilo nacional más o menos enraizado en las tradiciones regionales. La cultura de López Otero y su inquietud de artista le permitió abrir nuevos caminos en los que, sin desprenderse de un profundo clasicismo, evolucionó hacia conceptos formales de modernidad y nobleza.

## Ejemplos de su obra

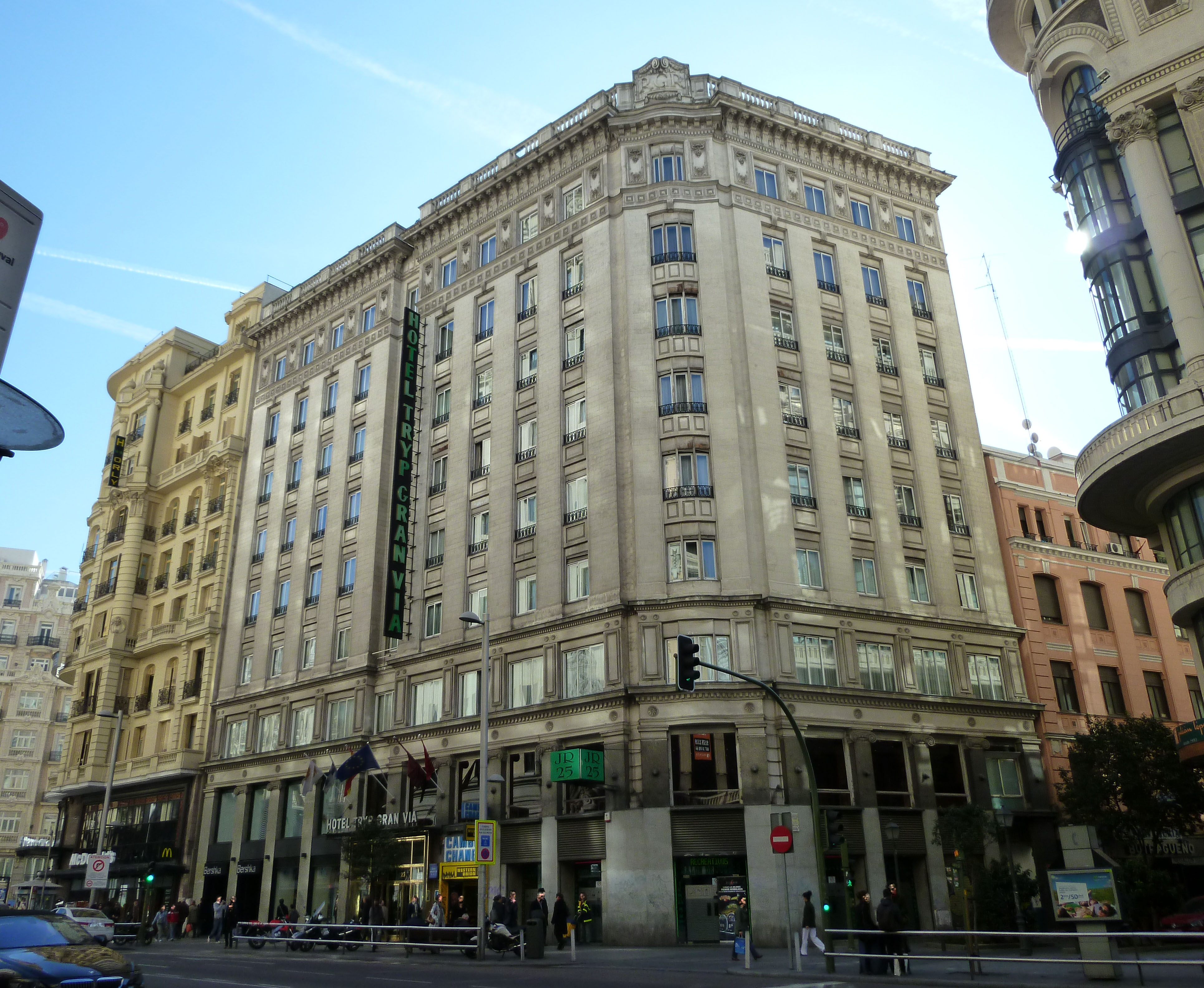
Hotel Gran Vía (1925, Madrid).

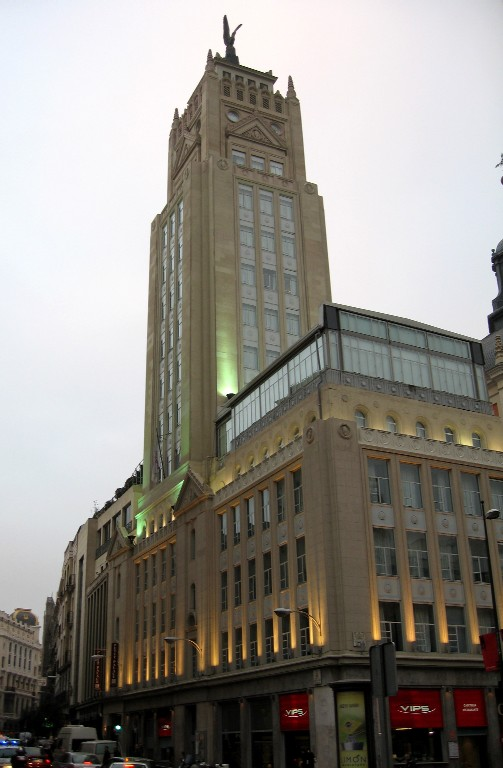
Edificio La Unión y el Fénix Español (1931, Madrid).

Sirven de ejemplo, no sólo los edificios de la Ciudad Universitaria levantados bajo su dirección, sino también la serie de edificios oficiales y particulares, entre los que destacan el Monumento a las Cortes de Cádiz, los hoteles Gran Vía y Nacional de Madrid, el edificio neomudéjar del Colegio Nuestra Señora del Recuerdo, el Hotel Cristina de Sevilla, el Gran Hotel de Salamanca, el edificio La Unión y el Fénix Español (1931) y los Almacenes Rodríguez en Madrid, y el Colegio de España en la Ciudad Universitaria de París.

## Labor pedagógica
Pero quizá su labor más fecunda por la influencia que ha tenido en la formación de las modernas generaciones de arquitectos fue la de profesor de Proyectos en la Escuela de Arquitectura de Madrid. Llevado de una imperiosa vocación docente y de un gran amor a la profesión, imprimió nuevos rumbos a la enseñanza, adelantándose en muchos aspectos a su tiempo, con criterio abierto a todas las ideas y virtud para saber inculcar en sus alumnos espíritu de análisis y un sano equilibrio entre la técnica y las humanidades. Fue un artista completo, de espíritu siempre joven y fina sensibilidad, conversador ameno de agudo ingenio y extensa cultura, y dibujante de fácil y elegante lápiz, reuniendo un conjunto de cualidades humanas que, a través de su magisterio, impulsaron el resurgimiento y la vitalización de la arquitectura española. En 1955 fue elegido director de la Real Academia de Bellas Artes de San Fernando, cargo que ostentó hasta su muerte el 23 de diciembre de 1962.

## Obras
- Ciudad Universitaria de Madrid
- Monumento a las Cortes de Cádiz
- Hoteles Gran Vía y Nacional de Madrid
- Hotel Cristina de Sevilla (desaparecido)
- Gran Hotel de Salamanca (desaparecido)
- Edificio La Unión y el Fénix Español en la calle de Alcalá, 23, junto a Miguel de los Santos
- Torre de la calle de Peligros
- Arco de la Victoria de Madrid
- Almacenes Rodríguez en Madrid (desaparecido)
- Hotel-estudio de Miguel Blay y Fábrega, Premio del Ayuntamiento de Madrid 1915 (desaparecido)
- Hotel para los Sres. Torán y Harguindey (desaparecido)
- Colegio de España en la Ciudad Universitaria de París

## Galardones
- 1912: Medalla de Oro de Arquitectura en la Exposición Nacional de Bellas Artes.
- 1916, catedrático de «Proyectos arquitectónicos» de la Escuela de Arquitectura de Madrid, de la que fue director desde 1923 hasta 1955.
- En 1926 ingresa en la Real Academia de Bellas Artes de San Fernando. Fue su director desde 1955 a 1962.
- 1932, ingresa en la Real Academia de la Historia.